# Марк Ролстън
Марк Ролстън (на английски: Mark Rolston) (роден на 7 декември 1956 г.) е американски телевизионен и филмов актьор.

## Филмография

### Филми
- 1985: „Пришълците“
- 1989: „Смъртоносно оръжие 2“
- 1990: „Робокоп 2“
- 1993: „Тяло на показ“
- 1994: „Изкуплението Шоушенк“
- 1996: „Заличителят“
- 1996: „Дневна светлина“
- 1998: „Порой“
- 1998: „Час пик“
- 2006: „От другата страна“
- 2008: „Убийствен пъзел 5“
- 2009: „Убийствен пъзел 6“

### Телевизия
- 1989: „Матлок“
- 1990: „Приказки от криптата“
- 1990: „Загадките на отец Даулинг“
- 1990: „Джейк и дебелака“
- 1992–1995: „Убийство по сценарий“
- 1994: „Стар Трек: Следващото поколение“
- 1994: „Вавилон 5“
- 1994: „Диагноза: Убийство“
- 1994–2000: „Досиетата Х“
- 1995: „Спешно отделение“
- 1995: „Лоис и Кларк: Новите приключения на Супермен“
- 1996: „Профит“
- 1996: „Военна прокуратура“
- 1996: „Уокър, тексаският рейнджър“
- 1996–2002: „Полицейско управление Ню Йорк“
- 1998: „Наш Бриджис“
- 1998: „От Земята до Луната“
- 1998: „Гарванът: Стълба към рая“
- 1998: „Новите приключения на Батман“
- 1998–1999: „Профайлър“
- 2000: „Батман от бъдещето“
- 2001: „Ейнджъл“
- 2001: „Ангел на мрака“
- 2001: „Наричана още“
- 2001: „Докосване на ангел“
- 2003: „Щитът“
- 2003: „Мъртвата зона“
- 2003: „Лигата на справедливостта“
- 2003–2004: „Стар Трек: Ентърпрайз“
- 2004: „24“
- 2005: „От местопрестъплението: Ню Йорк“
- 2005: „Престъпни намерения“
- 2005–2007: „От местопрестъплението: Маями“
- 2007: „Прокурорът“
- 2007: „Жътварят“
- 2007: „Забравени досиета“
- 2007–2008: „Разобличаване“
- 2008: „Свръхестествено“
- 2008: „Менталистът“
- 2009: „От местопрестъплението“
- 2009: „Военни престъпления: Лос Анджелис“
- 2009: „Излъжи ме“
- 2010–2011: „Защитниците“
- 2011–2013: „Младежка лига“
- 2012: „Скрити доказателства“
- 2012: „Кралете на бягството“
- 2012: „Франклин и Баш“
- 2012: „Военни престъпления“
- 2015: „Касъл“